# Đồng Nai (xã)
Đồng Nai là một xã thuộc huyện Bù Đăng, tỉnh Bình Phước, Việt Nam.
Xã Đồng Nai có diện tích 102,21 km², dân số năm 1999 là 2.126 người, mật độ dân số đạt 21 người/km².